# Фирсов, Кирилл Кондратьевич
Кирилл Кондратьевич Фирсов (17 марта 1864—после 1917) — крестьянин, депутат Государственной думы Российской империи IV созыва от Астраханской губернии, в думских документах и у журналистов Фирсов 2-й, чтобы отличать от Фирсова 1-го.

## Биография
Родился в селе Средне-Погромное (по иным сведениям в с. Верхне-Ахтубинское) Царевского уезда Астраханской губернии. Выпускник одноклассной сельской школы. В 1893—1909 годах служил волостным писарем и частным поверенным (писал ходатайства) по судебным делам. В 1902 стал попечителем Погромененского сельского банка. С 1909 по 1912 год председатель отдела Астраханского общества садоводов. Занимался садоводством и земледелием на 19 десятинах земли.
20 октября 1912 года был избран в Государственную думу Российской империи IV созыва от уполномоченных от волостей Астраханской губернии. Вошёл в состав фракции прогрессистов, со 2-й сессии входил в Независимую группу и фракцию Народной свободы. В 1916 году перешел в состав Конституционно-демократической фракции. Состоял в думских комиссиях по местному самоуправлению, по рыболовству, в земельной и продовольственной комиссиях Член бюро Крестьянской группы и член Прогрессивного блока.
Во время февральской революции находился в Петрограде. 9 марта 1917 года на заседании Временного комитета Государственной Думы (ВКГД) был намечен в его члены, но не приступал к обязанностям. В начале мая отделом ВКГД по сношениям с провинцией направлен в уезды Астраханской губернии для разъяснения населению текущего положения.
Дальнейшая судьба и дата смерти неизвестны.

## Семья
Был женат, имел 5 детей.

## Награды
- Серебряная медаль «За усердие» за работу волостным писарем с 1893 по 1909 год[1].

### Архивы
- Российский государственный исторический архив. Фонд 1278. Опись 9. Дело 835; Оп. 10, Д. 7.